# Tommy Karls
Tommy Karls (n. 13 octombrie 1961, Nyköping, Södermanlands län, Suedia) este un caiacist ce a reprezentat Suedia, medaliat olimpic. A participat la o ediție a Jocurilor Olimpice (1984) în care a câștigat o medalie de argint.

## Participări
Lista de mai jos prezintă principalele competiții la care a participat Tommy Karls de-a lungul carierei.
- canoeing at the 1984 Summer Olympics – men's K-4 1000 metres[*]